# ماندوی
ماندوی بندری در ایالت گجرات در کشور هندوستان است. این بندر به دریای عرب و اقیانوس هند راه دارد.